# Championnat de Madagascar de football 2016
Navigation
Saison précédente Saison suivante
La saison 2016 du Championnat de Madagascar de football est la 53e édition de la première division malgache, la THB Champions League. Le championnat se déroule en plusieurs phases consécutives :
- la première phase oppose 24 équipes (une par région, sauf pour la région d'Analamanga, où est située la capitale Antananarivo qui peut engager deux équipes et la province dont est issu le champion en titre, qui a également droit à une formation supplémentaire), en quatre poules de six équipes. Les trois premiers de chaque poule se qualifient pour la suite de la compétition.
- les douze clubs qualifiés sont à nouveau répartis en deux poules de six et s'affrontent une seule fois. Cette fois-ci, seuls les deux premiers se qualifient pour la phase suivante.
- enfin, la Poule des As oppose les quatre formations encore en lice. Elles se rencontrent deux fois et l'équipe en tête du classement final est sacrée championne de Madagascar.

Le tenant du titre, CNAPS Sport, est issu de la région d'Itasy, qui a donc droit à deux représentants en championnat cette saison.
C’est le triple tenant du titre, CNAPS Sport qui remporte à nouveau la compétition cette saison, après avoir terminé en tête de la poule des As, avec quatre points d'avance sur l'AS Saint-Michel. Il s'agit du cinquième titre de champion de Madagascar de l’histoire du club, qui réalise même un nouveau doublé en s'imposant en finale de la Coupe de Madagascar face à l'AS Saint-Michel.

## Les clubs participants
- USSK Ambanja (Diana)
- FC Joel (Sava)
- CNAPS Sport (Itasy)
- RTS-Jet Mada (Itasy)
- AS Saint-Michel (Analamanga)
- Tana Formation Football Club (Analamanga)
- FC Vakinankaratra (Vakinankaratra)
- Ajesaia (Bongolava)
- TAM Port Berger (Sofia)
- SOM-FOSA Juniors FC (Boeny)
- Espoir Manerinerina (Betsiboka)
- AJS Melaky (Melaky)
- FC Otiv (Alaotra Mangoro)
- Association Sportive Fortior (Atsinanana)
- FC Fitama (Analanjirofo)
- SFF-FC (Amoron'i Mania)
- Zanak'Ala FC (Haute-Matsiatra)
- FC Black Star (Vatovavy-Fitovinany)
- FC Jocker (Atsimo-Atsinanana)
- AS Comato (Ihorombe)
- FC 3M (Menabe)
- ASJF Capricorne (Atsimo Andrefana)
- DCF Fort Dauphin (Anôsy)
- FC Real Tsihombey (Androy)

## Compétition
Le barème utilisé pour établir le classement est le suivant :
- Victoire : 3 points
- Match nul : 1 point
- Défaite, forfait ou abandon : 0 point

### Première phase
| Rang | Équipe              | Pts | J | G | N | P | Bp | Bc | Diff |
| ---- | ------------------- | --- | - | - | - | - | -- | -- | ---- |
| 1    | SOM-FOSA Juniors FC | 12  | 5 | 4 | 0 | 1 | 26 | 4  | +22  |
| 2    | FC Joel             | 12  | 5 | 4 | 0 | 1 | 14 | 5  | +9   |
| 3    | RTS-Jet Mada        | 10  | 5 | 3 | 1 | 1 | 14 | 8  | +6   |
| 4    | USSK Ambanja        | 7   | 5 | 2 | 1 | 2 | 10 | 12 | -2   |
| 5    | TAM Port Berger     | 3   | 5 | 1 | 0 | 4 | 9  | 21 | -12  |
| 6    | Espoir Manerinerina | 0   | 5 | 0 | 0 | 5 | 1  | 24 | -23  |

| Rang | Équipe                       | Pts | J | G | N | P | Bp | Bc | Diff |
| ---- | ---------------------------- | --- | - | - | - | - | -- | -- | ---- |
| 1    | Ajesaia                      | 11  | 5 | 3 | 2 | 0 | 5  | 1  | +4   |
| 2    | AS Saint-Michel              | 10  | 5 | 3 | 1 | 1 | 7  | 3  | +4   |
| 3    | FC Fitama                    | 8   | 5 | 2 | 2 | 1 | 3  | 2  | +1   |
| 4    | FC Otiv                      | 5   | 5 | 1 | 2 | 2 | 4  | 6  | -2   |
| 5    | Association Sportive Fortior | 4   | 5 | 1 | 1 | 3 | 4  | 7  | -3   |
| 6    | FC 3M                        | 3   | 5 | 1 | 0 | 4 | 2  | 6  | -4   |

| Rang | Équipe            | Pts | J | G | N | P | Bp | Bc | Diff |
| ---- | ----------------- | --- | - | - | - | - | -- | -- | ---- |
| 1    | CNAPS Sport       | 13  | 5 | 4 | 1 | 0 | 28 | 1  | +27  |
| 2    | Tana Formation FC | 11  | 5 | 3 | 2 | 0 | 22 | 5  | +17  |
| 3    | FC Vakinankaratra | 10  | 5 | 3 | 1 | 1 | 15 | 4  | +11  |
| 4    | AJS Melaky        | 4   | 5 | 1 | 1 | 3 | 5  | 24 | -19  |
| 5    | FC Black Star     | 3   | 5 | 1 | 0 | 4 | 5  | 14 | -9   |
| 6    | SFF-FC            | 1   | 5 | 0 | 1 | 4 | 3  | 30 | -27  |

| Rang | Équipe            | Pts | J | G | N | P | Bp | Bc | Diff |
| ---- | ----------------- | --- | - | - | - | - | -- | -- | ---- |
| 1    | Zanak'Ala FC      | 12  | 5 | 4 | 0 | 1 | 15 | 4  | +11  |
| 2    | DCF Fort-Dauphin  | 10  | 5 | 3 | 1 | 1 | 9  | 2  | +7   |
| 3    | AS Comato         | 7   | 5 | 2 | 1 | 2 | 9  | 4  | +5   |
| 4    | ASJF Capricorne   | 7   | 5 | 2 | 1 | 2 | 8  | 6  | +2   |
| 5    | FC Jocker         | 7   | 5 | 2 | 1 | 2 | 5  | 9  | -4   |
| 6    | FC Real Tsihombey | 0   | 5 | 0 | 0 | 5 | 3  | 24 | -21  |

### Deuxième phase
| Rang | Équipe              | Pts | J | G | N | P | Bp | Bc | Diff |
| ---- | ------------------- | --- | - | - | - | - | -- | -- | ---- |
| 1    | SOM-FOSA Juniors FC | 12  | 4 | 4 | 0 | 0 | 10 | 1  | +9   |
| 2    | AS Saint-Michel     | 7   | 4 | 2 | 1 | 1 | 11 | 5  | +6   |
| 3    | RTS-Jet Mada        | 7   | 4 | 2 | 1 | 1 | 6  | 4  | +2   |
| 4    | Ajesaia             | 3   | 4 | 1 | 0 | 3 | 6  | 7  | -1   |
| 5    | FC Fitama           | 0   | 4 | 0 | 0 | 4 | 1  | 17 | -16  |
| 6    | FC Joel forfait     |     |   |   |   |   |    |    |      |

| Rang | Équipe             | Pts | J | G | N | P | Bp | Bc | Diff |
| ---- | ------------------ | --- | - | - | - | - | -- | -- | ---- |
| 1    | CNAPS SportT       | 11  | 5 | 3 | 2 | 0 | 12 | 1  | +11  |
| 2    | Zanak'Ala FC       | 11  | 5 | 3 | 2 | 0 | 6  | 2  | +4   |
| 3    | Tana Formation FC  | 10  | 5 | 3 | 1 | 1 | 16 | 3  | +13  |
| 4    | HFC Vakinankaratra | 7   | 5 | 2 | 1 | 2 | 4  | 7  | -3   |
| 5    | DCF Fort Dauphin   | 3   | 5 | 1 | 0 | 4 | 3  | 17 | -14  |
| 6    | AS Comato          | 0   | 5 | 0 | 0 | 5 | 3  | 14 | -11  |

### Poule des As
| Rang | Équipe              | Pts | J | G | N | P | Bp | Bc | Diff |  | Résultats (▼ dom., ► ext.) | CNA | 3FB | Aje | Iar |
| ---- | ------------------- | --- | - | - | - | - | -- | -- | ---- |  | -------------------------- | --- | --- | --- | --- |
| 1    | CNAPS Sport'T'C     | 15  | 6 | 5 | 0 | 1 | 11 | 4  | +7   |  | CNAPS Sport'T'C            |     | 4-0 | 2-0 | 2-1 |
| 2    | AS Saint-Michel     | 11  | 6 | 3 | 2 | 1 | 8  | 7  | +1   |  | AS Saint-Michel            | 2-0 |     | 3-2 | 0-0 |
| 3    | SOM-FOSA Juniors FC | 3   | 6 | 0 | 3 | 3 | 7  | 10 | -3   |  | SOM-FOSA Juniors FC        | 0-1 | 1-1 |     | 1-1 |
| 4    | Zanak'Ala FC        | 3   | 6 | 0 | 3 | 3 | 4  | 9  | -5   |  | Zanak'Ala FC               | 0-2 | 0-2 | 2-2 |     |

|  | Qualification pour la Ligue des champions de la CAF 2017         |
|  | Qualification pour la Coupe de la confédération 2017             |
|  | T : Tenant du titre C : Vainqueur de la Coupe de Madagascar 2016 |

## Bilan de la saison
| Championnat de Madagascar de football 2016 |                                   |
| Champion                                   | CNAPS Sport (5e titre)            |
| Coupes et trophées                         |                                   |
| Vainqueur de la Coupe de Madagascar 2016   | CNAPS Sport                       |
| Qualifications continentales               |                                   |
| Ligue des champions de la CAF 2017         | CNAPS Sport                       |
| Coupe de la confédération 2017             | Association sportive Saint-Michel |
| Promotions et relégations                  |                                   |
| Promus en THB Champions League             | Aucun                             |
| Relégués                                   | Aucun                             |